# Сара Полсън
Сара Полсън (на английски: Sarah Paulson) е американска актриса. През кариерата си е спечелила 6 награди и 24 номинации, сред които едно Еми и 2 номинации за Златен глобус.

## Произход и образование
Сара Полсън е родена на 17 декември 1974 г. в Тампа, Флорида. Тя живее в Тампа до 5-годишна възраст, след което родителите ѝ се развеждат. През този период, прекарва няколко месеца в Мейн, преди да се преместят в Ню Йорк с майка си. Живели са в Куинс и Грамърси Парк преди да се устроят в Парк Слоуп, Бруклин. Прекарва лятото във Флорида с баща си. Посещавала е Манхатънската гимназия за изкуства и Американската академия по драматични изкуства.

## Кариера

### 1994 – 1999
Полсън започва да работи като актриса след гимназията. Участва в няколко пиеси в местен театър, както и в епизод на „Закон и ред“ през 1994 г. Снима се в „Най-накрая приятели“ на Hallmark и заминава за Северна Каролина, за да участва в неуспешния сериал „Американски готик“. По-късно е избрана за ролята на Елиза Кронкайт в комедийната драма „Джак и Джил“.

### 1999 – 2005
Сара получава второстепенна роля в „Дедууд“ на HBO и се снима в епизод на „Клъцни/Срежи“ на FX. Преобразява се в главния герой на „Скок на вярата“ по NBC. Останалите ѝ ангажименти в този период включват пиесата „Стъклена менажерия“, „Убиецът Джо“, „По-студено от тук“, „Долу любовта“, „Какво искат жените“, „Другата“, „Левитация“ и „Мисия Серенити“.

### „Зловеща американска история“
През 2011 г., Полсън играе медиума Били Хауърд в 3 епизода на сериала „Зловеща семейна история“. След успеха на първия сезон, продуцентът Раян Мърфи обявява втори сезон „Лудница“ и предлага на Полсън главна роля. Тя се съгласява и влиза в ролята на журналистката Лана Уинтърс, която постъпва в заведение за психичноболни, поради хомосексуализма си. Сара участва и в третия сезон „Свъталище за вещици“, където играе Корделия Фокс – вещица, която управлява академия за други млади вещици. Включва се и в четвъртия сезон „Фрийк шоу“ в ролите на сиамските близначки Бет и Дот, които са част от пътуващ карнавал. Полсън играе Сали в петия сезон „Хотел“, където е наркоманка и умира в хотел Кортез, след което се превръща в дух заклещен между стените на хотела и убива някои от гостите на хотела.

### „Промяна на играта“
През 2012 г. участва в телевизионния филм на HBO „Промяна на играта“. Тя играе Никол Уолъс, прес-секретарката на Републиканската партия. Полсън получава номинации за Златен глобус за най-добра поддържаща актриса в сериал, минисериал или телевизионен филм и „Еми“ за най-добра поддържаща актриса в минисериал или телевизионен филм за своята роля.

### Други роли
Полсън играе прокурор Марша Кларк в криминалната версия на „Зловеща семейна история“ – „Американска криминална история: Народът срещу О Джей Симпсън“. На 18 септември 2016 г. е отличена с Еми за изпълнението си.

## Личен живот
През периода 2004 – 2009 г. се среща с Чери Джоунс.
От 2015 г. Полсън има връзка с актрисата Холанд Тейлър.

## Филмография

### Филми
| Година | Име                         | Роля           |
| ------ | --------------------------- | -------------- |
| 1997   | „Левитация“                 | Ейси           |
| 1999   | „Другата“                   | Хедър Тейт     |
| 1999   | „Прикован“                  | Мери           |
| 2000   | „Какво искат жените“        | Ани            |
| 2002   | „Буболечка“                 | Айлийн         |
| 2003   | „Долу любовта“              | Вики Хилър     |
| 2005   | „Плувци“                    | Мерил          |
| 2005   | „Спокойствие“               | Д-р Карън      |
| 2005   | „Прословутата Бети Пейдж“   | Бъни Ийгър     |
| 2006   | „Златотърсачи“              | Джули          |
| 2006   | „Грифин и Финикс“           | Пери           |
| 2008   | „Духът“                     | Елън Долан     |
| 2009   | „Чие е това куче?“          | Ема            |
| 2011   | „Марта, Марси, Мей, Марлин“ | Луси           |
| 2011   | „След училище“              | Статист        |
| 2011   | „Нова година“               | Грейс Шуаб     |
| 2012   | „Мъд“                       | Мери Лий       |
| 2012   | „Феърхейвън“                | Кейт           |
| 2012   | „Промяна на играта“         | Никол Уолъс    |
| 2012   | „Същество на времето“       | Сара           |
| 2012   | „Звезди в шорти“            | Статист        |
| 2013   | „12 години в робство“       | Мери Епс       |
| 2013   | „#TуитърУбива“              | Сара Пендерсън |
| 2015   | „Каръл“                     | Аби Герхард    |
| 2015   | „Състезателят“              | Кейт Хабър     |
| 2017   | „Вестник на властта“        | Тони Брадли    |
| 2018   | „Бандитките на Оушън“       | Тами           |